# Родельбан

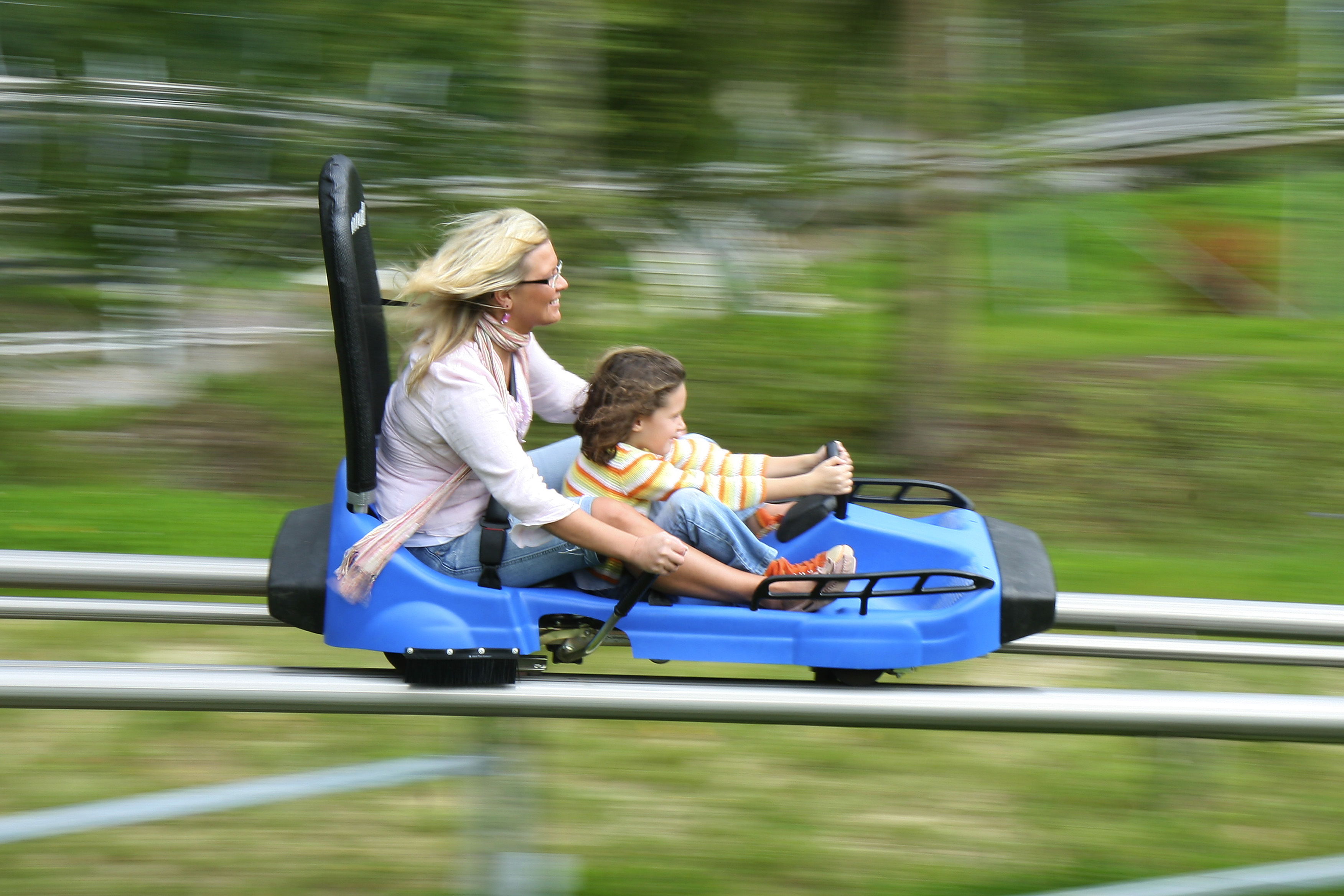
В Eifelpark, Німеччина

Родельбан (нім. Sommerrodelbahn) — вид транспортного засобу для розваг, призначений для швидкісного спуску на схилах гір (чи крутого пагорба) по спеціальному треку із бетону, полімеру чи сталі, або на спеціальних рельсах (монорейці).
Такий вид розваг часто будують гірськолижні курорти, щоб використовувати існуючу зимову інфраструктуру та забезпечити додатковий прибуток влітку, хоча деякі установки є частиною парків розваг або є автономними.
В Україні є лише одна траса родельбану, яка розміщена в Буковелі, Карпати та має довжину спуску 1000 метрів. Траса виконана в набільш поширеній версії — рельсового типу. Провідним виробником трас є компанія Віганд, заснована в Німеччині. Поза Україною цей тип атракціону поширений головним чином в Німеччині, Швейцарії, Австрії. Наприклад, в австрійському селі Петтной-ам-Арльберг, траса якого має 550 метрів в довжину; в Мідерсі, Тироль (Австрія); Імменштадт-ім-Альгой, Баварія; Гштаад, Берн (кантон) (Швейцарія).

## Історія
Першою формою літнього родельбану була альпійська гірка, яка в сучасному вигляді з'явилася в 1970-х роках. Йозеф Віганд придумав ідею створення американських гірок для гірськолижних курортів, які б використовували переваги рельєфу землі, замість того, щоб будувати великі конструкції для створення змін у висоті, яких вимагали традиційні американські гірки. Його компанія Wiegand була зареєстрована з кінця 1960-х років і розташована в Расдорфі в Німеччині. Вона встановила першу «альпійську гірку» з доріжками з нержавіючої сталі у 1975 році. У 1977 компанія розробила та встановила свої перші гірки під торговою маркою «Alpine Coaster». Однак, треба зазначити, що за деякими даними компанія Brandauer встановив свої перші гірки в 1996 році на курорті Karkogel в Абтенау, Австрія.

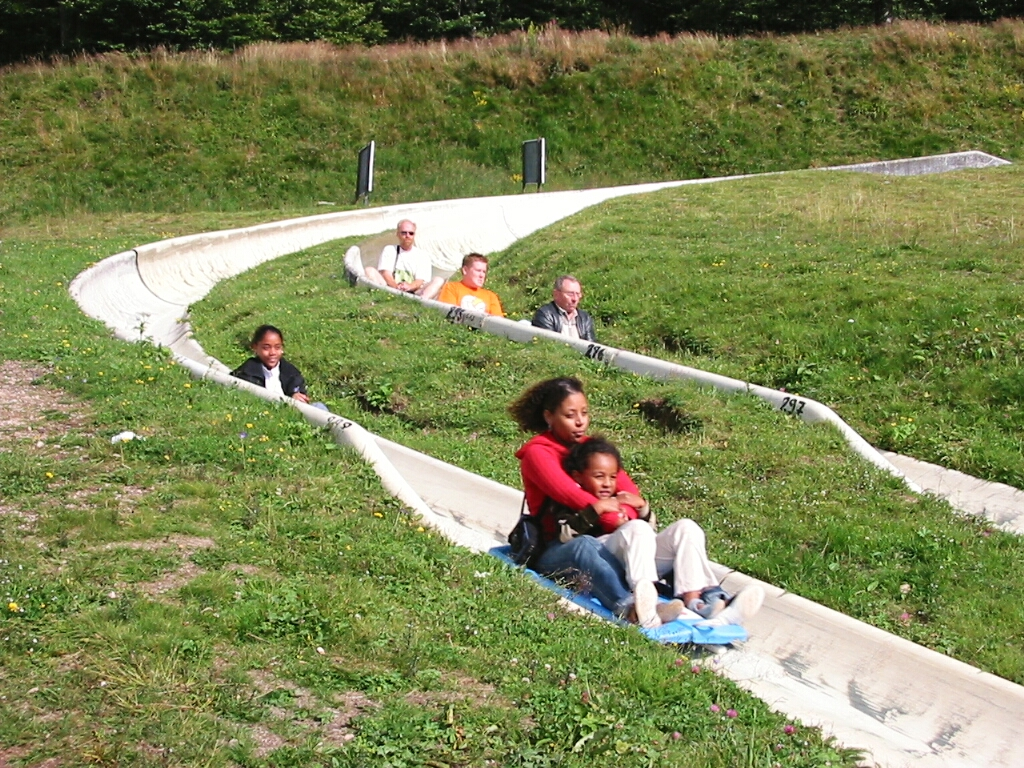
Col de la Schlucht, Франція

## Конструкція
Більшість родельбанів встановлюються на гірськолижних курортах як додатковий цілорічний атракціон, або вони можуть бути встановлені сезонно, щоб збільшити дохід протягом літніх місяців.
Загалом розділяють 3 основні види родельбанів:
- монорельсового типу
- рельсового типу
- слайдери (рух по бетонних, полімерних або сталевих жолобах)

##### Слайдери
Для такого виду родельбанів зазвичай виготовляють жолоб із пластику або сталі, хоча, як і раніше, деколи використовують фібробетон. Такі траси можуть бити як літніми, так і все-сезонними за допомогою системи опалення, щоб робота взимку також була можлива. Самі дорожіки завжди є вигнутими в середину повороту, щоб запобігти випаданню саней.
Санки зазвичай ковзають доріжками без використання додаткової тяги, лише за допомогою кінетичної енергії і сили зимного тяжіння, однак в більшості випадків, вони обладнані автоматичними електронними тормозами на додаток до ручних тормозів. Для гальмування ручним тормозом важіль притягується до корпусу і гумові колодки притискаються до поверхні траси або блокують колеса.
Варто заначити, що існує підвид слайдерів (Bobkartbahn), які використовують санки із електричним двигунами. Це потрібно для підтримання швидкості на трасах, що розміщені не в гірській місцевості.

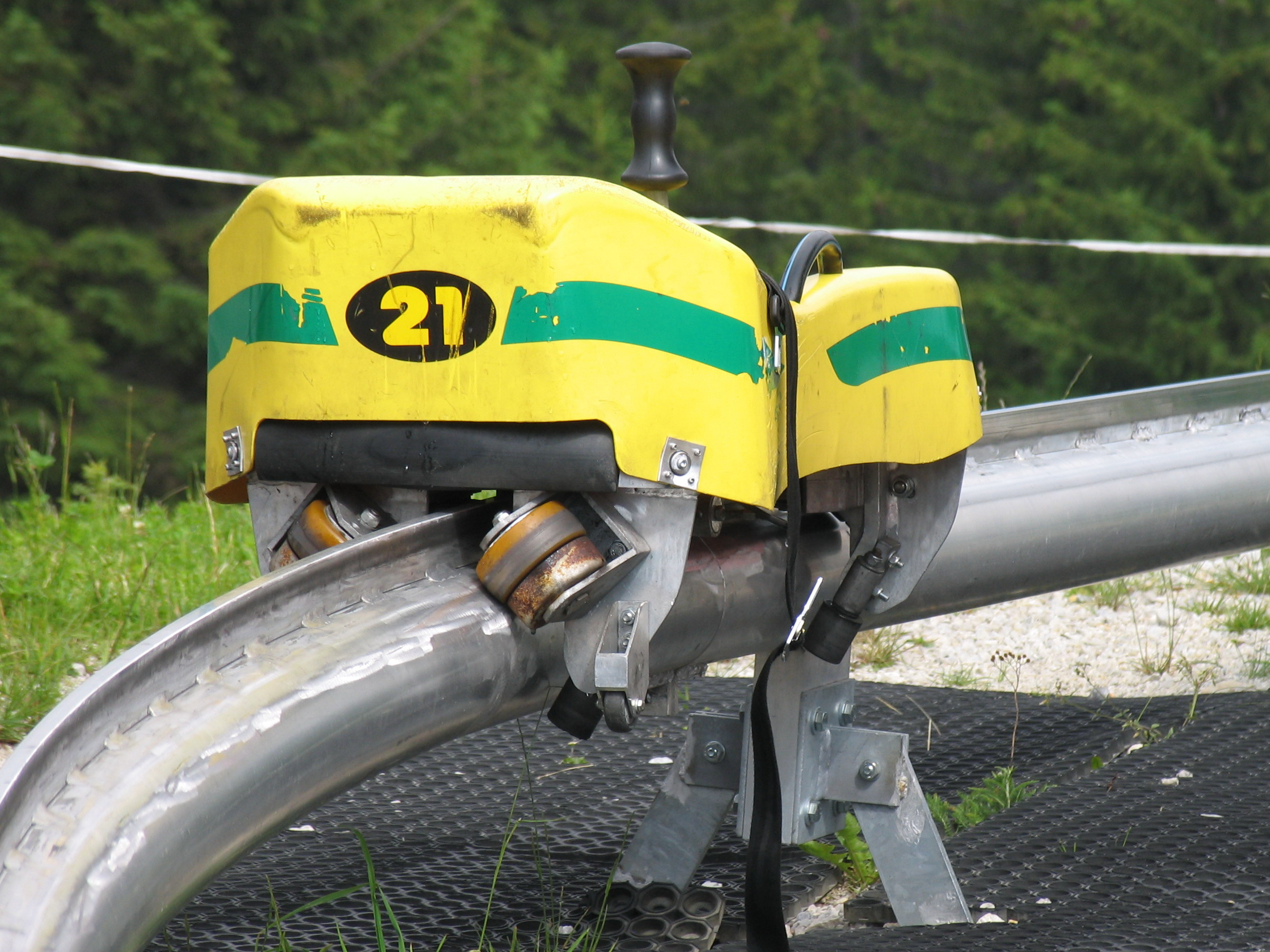
Родельбан монорельсового типу в долині Штубайталь, Австрія

##### Монорельсового типу
Перша у світі серійна монорельсова траса була побудована в Абтенау в 1996 році компанією Brandauer, яка в даний час належить Imster Sunkid Grou. Об'єкт досі відкритий. З 1996 року у всьому світі було збудовано близько 50 гірських гірок цієї компанії.
Ролики карет стискають рельсу зверху, з боків і частково знизу, так щоб зірвати карету було неможливо. Перевагою сучасної монорейкової санної траси є легкий демонтаж, тому такі об'єкти особливо підходять для встановлення на гірськолижних схилах. У більшості випадків такі системи повинні припинити роботу у разі вологості з міркувань безпеки.

##### Рельсового типу (Alpine-Coaster)

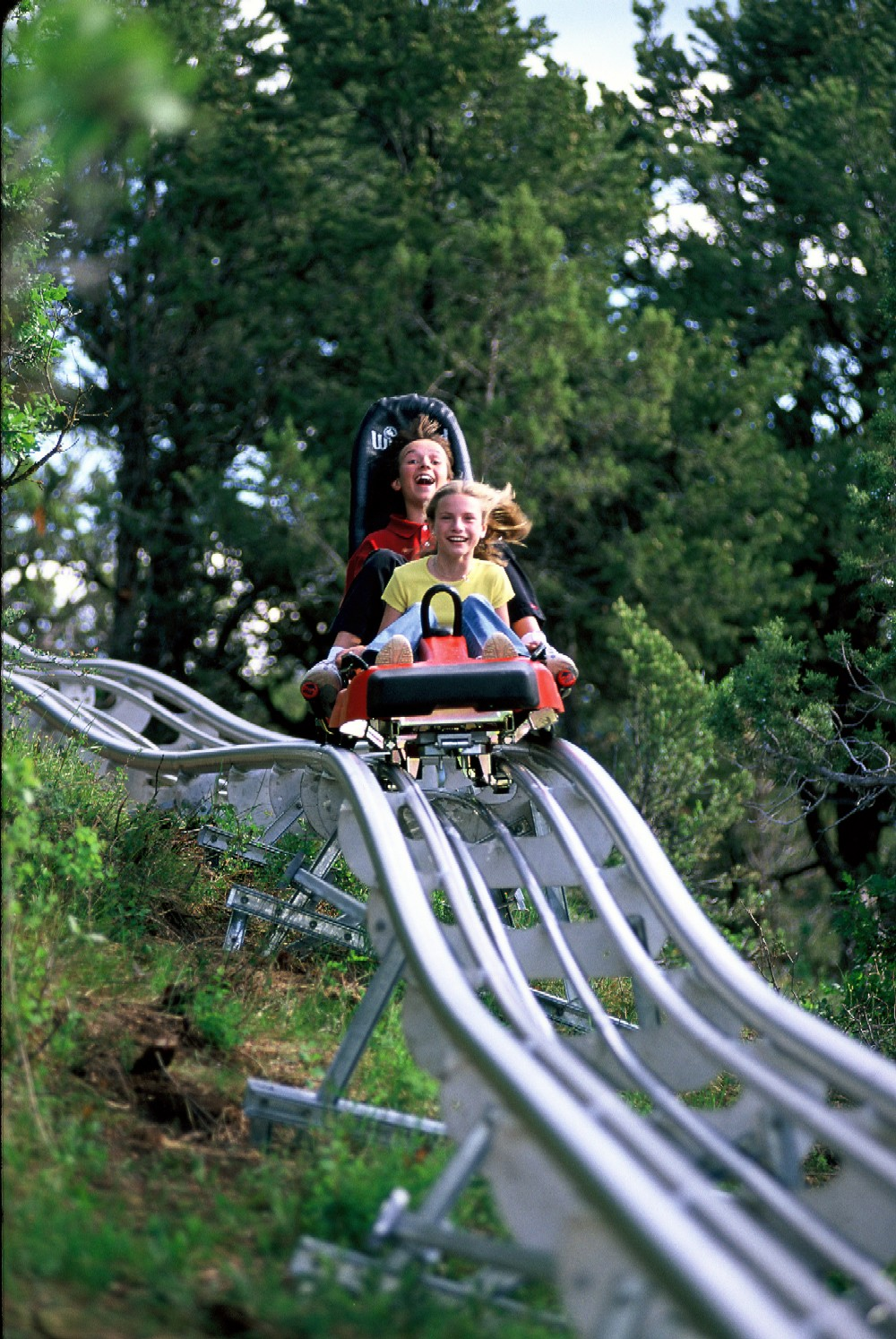
Родельбан рейкового типу в Eifelpark in Рейнланд-Пфальц, Німеччина

У цій конструкції санки їздять піднятими трубчастими рейками, подібними до сучасних американських гірок. У системах виробника Wiegand використовуються чотиритрубні рейки, по двом зовнішнім трубам яких пролягають ролики; дві внутрішні труби зчеплені гальмами всередині, зверху та знизу, так щоб каретки не змогли зірватися. Аналогічні конструкції використовують й інші виробники. Пасажири прив'язані до санок пасками безпеки. За допомогою двох бічних важелів користувачі можуть застосувати ручні гальма. Також каретки обладнанні електричними гальмами, тому система цих трас призначена для вологи і навіть снігу, що робить їх всесезонними.

## Безпека
Як вже зазначалося, всі сучасні родельбани оснащені автоматичною гальмівною системою, яка контролює максимальну швидкість шляхом обмеження обертання ходових коліс. Деякі траси нового покоління також оснащені системою запобігання зіткненням, яка автоматично застосовує гальма, якщо водій наближається занадто близько до того, хто йде попереду. Кожен візок оснащений переднім і заднім бамперами для поглинання ударів у разі зіткнення.
Навіть за наявності таких систем, відповідальність за безпеку несуть безпосередньо користувачі і зобов'язані дотримуватися безпечної гальмівної дистанції від усіх попереду. Щоб убезпечити водіїв на своїх місцях, кожні сани обладнані ременями безпеки для водія та будь-якого пасажира. Водіям також рекомендується носити відповідний одяг без довгих вільних частин, а також закріпити кишені та інші речі, які можна загубити.
На трасах також можуть бути встановлені сітки безпеки, особливо на крутих поворотах, як крайній запобіжний захід.